# SsangYong Tivoli
SsangYong Tivoli (coreeană: 쌍용 티볼리) este un SUV crossover subcompact produs de SsangYong Motor Company. Este primul model nou al SsangYong aflat în proprietatea Mahindra & Mahindra.

## Tivoli Grand

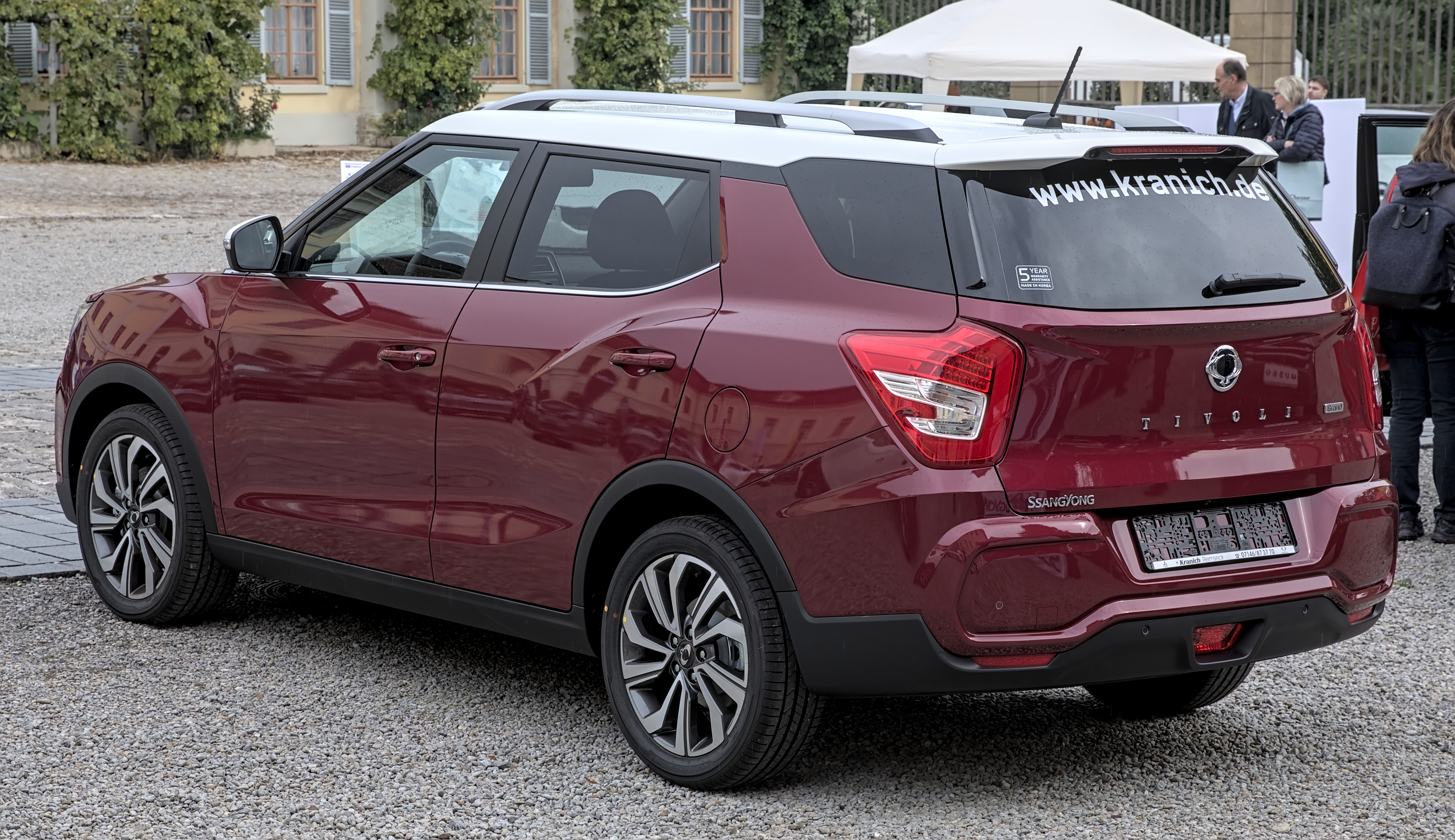
Spate

Din 2021, Tivoli este disponibil și într-o versiune alungită, numită Tivoli Grand, care este cu 26 de centimetri mai lungă decât modelul obișnuit.